# سید احمد طباطبائی قمی
سیداحمد طباطبائی قمی سیاست‌مدار ایرانی بود، که در  دوره نوزدهم  به‌عنوان نماینده قم در مجلس شورای ملی حضور داشت.